# 頂苞蘚
頂苞蘚（学名：Acroporium alto-pungens）为錦蘚科頂苞蘚屬下的一个种。